# Cheonggyesan-ipku (metropolitana di Seul)
La stazione di Cheonggyesan-ipku (청계산입구역 - 淸溪山入口驛, Cheonggyesan-ipku-yeok ) è una stazione della  linea Sinbundang, metropolitana suburbana automatica gestita dalla Shin Bundang Line Corporation.

## Linee
Shin Bundang Line Corporation
■ Linea Sinbundang (Codice: D10)

## Struttura
La stazione dispone di due marciapiedi laterali protetti da porte di banchina e due binari sotterranei al centro.
| Dir. nord | ■ Linea Sinbundang | per Gangnam e Yangjae |
| Dir. sud  | ■ Linea Sinbundang | per Pangyo e Jeongja  |

## Stazioni adiacenti
| «                        | Servizio         | »                |
| Linea Sinbundang         | Linea Sinbundang | Linea Sinbundang |
| ------------------------ | ---------------- | ---------------- |
| Yangjae Citizens' Forest | -                | Pangyo           |